# Мохамад Бакар
Мохамад (Мохд) Бакар (англ. Mohamad Bakar, 25 июня 1945, Сингапур — 8 ноября 2020, Кепала-Батас) — малайзийский футболист, крайний нападающий, тренер. Участник летних Олимпийских игр 1972 года.

## Биография
Мохамад Бакар родился 25 июня 1945 года в Сингапуре.

### Игровая карьера
В 1965—1977 годах играл в футбол за «Пенанг» из Бату-Кавана на позиции крайнего нападающего.
В 1970—1975 годах выступал за сборную Малайзии.
В 1972 году вошёл в состав сборной Малайзии по футболу на летних Олимпийских играх в Мюнхене, занявшей 10-е место. Играл на позиции нападающего, провёл 1 матч, мячей не забивал.
В 1974 году завоевал бронзовую медаль футбольного турнира летних Азиатских игр в Тегеране.

### Тренерская карьера
По окончании игровой карьеры стал тренером. В 1979 году возглавлял сборную Малайзии, завоевавшую золотую медаль на Играх Юго-Восточной Азии в Джакарте, однако главным тренером был записан консультант Карл-Хайнц Вайганг из ФРГ.
Входил в тренерский штаб сборной Малайзии, которая получила право выступать в 1980 году на летних Олимпийских играх в Москве, однако страна поддержала бойкот США.
Также руководил национальной командой в отборочном турнире чемпионата мира 1986 года.
Умер 8 ноября 2020 года в Высшем медицинском и стоматологическом институте в малайзийском городе Кепала-Батас.